# Claude Lamy
Pour les articles homonymes, voir Lamy.
Claude Lamy est un homme politique français né le 7 mai 1764 à Lempdes (Puy-de-Dôme) et décédé le 27 mai 1842 à Veyre-Monton (Puy-de-Dôme).

## Biographie
Administrateur du district de Clermont-Ferrand en 1790 puis procureur syndic en 1793, il est élu député du Puy-de-Dôme au Conseil des Cinq-Cents le 23 germinal an V. Son élection est annulée après le coup d’État du 18 fructidor an V. Nommé magistrat de sureté en 1801 puis juge d'instruction, il est conseiller d'arrondissement en 1806 et conseiller général en 1808. Rallié à la Restauration puis à la Monarchie de Juillet, il conserve des fonctions de magistrat.

## Sources
- « Claude Lamy », dans Adolphe Robert et Gaston Cougny, Dictionnaire des parlementaires français, Edgar Bourloton, 1889-1891 [détail de l’édition]